# Nekrolog Juni 2023
Nekrolog
◄◄
| ◄
| 2019
| 2020
| 2021
| 2022
| 2023 | 2024 | 2025
Januar |
Februar |
März |
April |
Mai |
Juni |
Juli |
August |
September |
Oktober |
November |
Dezember 2023
Weitere Ereignisse | Allgemeiner Nekrolog 2023
Die Beschreibung der verstorbenen Person sollte so kurz wie möglich gehalten sein und nur deren signifikante Tätigkeit(en) enthalten.
Neue Namen ggf. auch unter dem Geburts- und Sterbedatum, also etwa unter 1. Januar und im Geburts- und Sterbejahr (2024) eintragen (nur bei entsprechender großer Wichtigkeit). Für Beispiele siehe die schon vorhandenen Artikel.
Außerdem über die fünf zuletzt Verstorbenen, zu denen es einen ausreichend guten Artikel für eine Präsentation auf der Hauptseite gibt, nach der todesbedingten Überarbeitung der Artikel ggf. auch unter Wikipedia Diskussion:Hauptseite informieren und sie am besten auch in den anderen Wikipedia-Sprachversionen eintragen. Tipp: Regelmäßig bei news.google.de nach „ist tot“, „gestorben“ oder „verstorben“ suchen.
Wenn eine Person gestorben ist, gibt es viele Seiten zu dieser Person in der Wikipedia, die davon auch betroffen sind und entsprechend aktualisiert werden müssen. Beispiele: Namenübersichtsseite, Geburtsjahr, Geburtsort-Seiten und viele mehr.
Wie finde ich die betroffenen Seiten?
Im Suchfeld auf der linken Seite gibt man den Suchbegriff so ein: „Vorname Nachname“. Dann klickt man auf Volltext und alle Seiten mit entsprechendem Suchtext werden aufgerufen. Hier sieht man dann schnell, wo auch das Todesjahr Sinn macht oder sogar ein Teil des Artikels angepasst werden muss. Auch hilft das „Werkzeug“ auf der linken Seite sehr gut, um solche Seiten aufzufinden: „Links auf diese Seite“. Somit ist die Wikipedia wieder aktuell in allen Bereichen! Hinweis: bei Eintragung der Kategorie „Gestorben JAHR“ wird der Missbrauchsfilter 49 ausgelöst, was jedoch nicht schlimm ist. Siehe: Spezial:Missbrauchsfilter/49
Dies ist eine Liste von im Juni 2023 verstorbenen bekannten Persönlichkeiten. Die Einträge erfolgen innerhalb der einzelnen Daten alphabetisch sortiert. Tiere sind im Nekrolog für Tiere zu finden.

## Juni
Bearbeitungshinweis: Neue Todesfälle bitte absteigend nach Tagen geordnet eintragen. Die Todesfälle desselben Tages bitte in alphabetischer Reihenfolge einfügen.
| Tag      | Name                          | Beruf, bekannt als                                                                           | Alter | Beleg                         |
| -------- | ----------------------------- | -------------------------------------------------------------------------------------------- | ----- | ----------------------------- |
| 30. Juni | Günther Cloerkes              | deutscher Soziologe                                                                          | 79    |                               |
| 30. Juni | Darren Drozdov                | US-amerikanischer American-Football-Spieler und Wrestler                                     | 54    |                               |
| 30. Juni | Rick Froberg                  | US-amerikanischer Sänger und Gitarrist                                                       | 55    |                               |
| 30. Juni | Jean-Michel Gros              | Schweizer Politiker                                                                          | 70    |                               |
| 30. Juni | Roswitha Hollinger            | deutsche Politikerin                                                                         | 78    |                               |
| 30. Juni | Claus Michael Kauffmann       | britischer Kunsthistoriker                                                                   | 92    |                               |
| 30. Juni | Laird Koenig                  | US-amerikanischer Schriftsteller und Drehbuchautor                                           | 95    |                               |
| 30. Juni | Helmut Kronmüller             | deutscher Physiker und Materialforscher                                                      | 91    |                               |
| 30. Juni | Charles Lindholm              | US-amerikanischer Anthropologe                                                               | 76    |                               |
| 30. Juni | Lord Creator                  | trinidadisch-jamaikanischer Musiker                                                          | 87    |                               |
| 30. Juni | Thomas M. Meinhardt           | deutscher Schauspieler                                                                       | 57    |                               |
| 30. Juni | Carlos Alberto Montaner       | kubanischer Journalist und Schriftsteller                                                    | 80    |                               |
| 30. Juni | Vahidin Musemić               | jugoslawischer Fußballspieler                                                                | 76    |                               |
| 30. Juni | Arnold von Rümker             | deutscher Agrarökonom und Verbandsfunktionär                                                 | 81    |                               |
| 30. Juni | Fritz Unützer                 | deutscher Unternehmer                                                                        | 76    |                               |
| 30. Juni | Mario Virano                  | italienischer Architekt und Manager                                                          | 79    |                               |
| 29. Juni | Alan Arkin                    | US-amerikanischer Schauspieler                                                               | 89    |                               |
| 29. Juni | Clarence Barlow               | indischer Komponist                                                                          | 77    |                               |
| 29. Juni | Monte Cazazza                 | US-amerikanischer Performancekünstler und Musiker                                            | 68    |                               |
| 29. Juni | Francesco De Bartolomeis      | italienischer Pädagoge                                                                       | 105   |                               |
| 29. Juni | Judi Farr                     | australische Schauspielerin                                                                  | 84    |                               |
| 29. Juni | Peter Horbury                 | britischer Automobildesigner                                                                 | 73    |                               |
| 29. Juni | Christine King Farris         | US-amerikanische Bürgerrechtlerin                                                            | 95    |                               |
| 29. Juni | Marvin Kitman                 | US-amerikanischer Fernsehkritiker, Humorist und Autor                                        | 93    |                               |
| 29. Juni | Charles T. Knight             | US-amerikanischer Tonmeister                                                                 | 91    |                               |
| 29. Juni | Johannes Kropfreiter          | österreichischer Veranstaltungsmanager                                                       | 65    |                               |
| 29. Juni | Ernst Kurth                   | deutscher Fußballspieler und -trainer                                                        | 81    |                               |
| 29. Juni | Maik Nothnagel                | deutscher Politiker                                                                          | 56    |                               |
| 29. Juni | Cosy Pièro                    | deutsche Malerin, Bildhauerin, Installations- und Videokünstlerin                            | 86    |                               |
| 29. Juni | Samuel Weymouth Tapley Seaton | Politiker aus St. Kitts und Nevis                                                            | 72    |                               |
| 29. Juni | Karl-Winfried Seif            | deutscher Politiker                                                                          | 79    |                               |
| 29. Juni | Shakeel                       | pakistanischer Schauspieler                                                                  | 85    |                               |
| 29. Juni | Edith Stork                   | deutsche Buchautorin und Unternehmerin                                                       | 78    |                               |
| 29. Juni | Helmut Tervooren              | deutscher Germanist und Mediävist                                                            | 88    |                               |
| 29. Juni | Wilhelm Uhlenbruck            | deutscher Jurist und Autor                                                                   | 92    |                               |
| 29. Juni | Angel Wagenstein              | bulgarischer Drehbuchautor und Dokumentarfilmer                                              | 100   |                               |
| 29. Juni | Anita Wood                    | US-amerikanische Schauspielerin und Sängerin                                                 | 85    |                               |
| 28. Juni | Christiane Binder-Gasper      | deutsche Schriftstellerin                                                                    | 88    |                               |
| 28. Juni | Rabiatou Serah Diallo         | guineische Gewerkschafterin                                                                  | 73    |                               |
| 28. Juni | Julia Gschnitzer              | österreichische Schauspielerin                                                               | 91    |                               |
| 28. Juni | Werner Hölzenbein             | deutscher Fußballspieler                                                                     | 84    |                               |
| 28. Juni | Sue Johanson                  | kanadische Sexualpädagogin                                                                   | 93    |                               |
| 28. Juni | Wilma Klevinghaus             | deutsche Autorin                                                                             | 99    |                               |
| 28. Juni | Harry Klugmann                | deutscher Vielseitigkeitsreiter                                                              | 82    |                               |
| 28. Juni | Dubi Lenz                     | israelischer Hörfunk- und Musikjournalist                                                    | 76    |                               |
| 28. Juni | Editha Limbach                | deutsche Politikerin                                                                         | 90    |                               |
| 28. Juni | Kenneth Riegel                | US-amerikanischer Opernsänger                                                                | 85    |                               |
| 28. Juni | Dietrich Wagner               | deutscher Ingenieur, Demonstrant und Gewaltopfer                                             | 79    |                               |
| 28. Juni | Lowell P. Weicker             | US-amerikanischer Politiker                                                                  | 92    |                               |
| 27. Juni | Jochen Arp                    | deutscher Jazzmusiker                                                                        | 78    |                               |
| 27. Juni | Peter Bieri                   | Schweizer Philosoph und Schriftsteller unter dem Pseudonym Pascal Mercier                    | 79    |                               |
| 27. Juni | Evelyn Boyd Granville         | US-amerikanische Mathematikerin und Informatikerin                                           | 99    |                               |
| 27. Juni | Irmgard Gietl                 | deutsche Aktivistin                                                                          | 93    |                               |
| 27. Juni | Italo Lupi                    | italienischer Architekt, Grafikdesigner und Autor                                            | 89    |                               |
| 27. Juni | Ryan Mallett                  | US-amerikanischer American-Football-Spieler                                                  | 35    |                               |
| 27. Juni | Bobby Osborne                 | US-amerikanischer Bluegrass-Musiker                                                          | 91    |                               |
| 27. Juni | Thomas Rhame                  | US-amerikanischer Offizier                                                                   | 82    |                               |
| 27. Juni | Carmen Sevilla                | spanische Schauspielerin                                                                     | 92    |                               |
| 27. Juni | Howie Shear                   | US-amerikanischer Jazzmusiker                                                                | 68    |                               |
| 27. Juni | Ed Swillms                    | deutscher Musiker                                                                            | 76    |                               |
| 27. Juni | Lilli Vincenz                 | deutsch-US-amerikanische LGBTQ-Aktivistin                                                    | 85    |                               |
| 27. Juni | Ruedi Vorburger               | Schweizer Fernsehjournalist und -moderator                                                   | 82    |                               |
| 27. Juni | Hugo Wyler                    | Schweizer Chemiker                                                                           | 94    |                               |
| 26. Juni | Robin Aisher                  | britischer Segler                                                                            | 89    |                               |
| 26. Juni | Dick Biondi                   | US-amerikanischer DJ und Hörfunkmoderator                                                    | 90    |                               |
| 26. Juni | Craig Brown                   | schottischer Fußballspieler                                                                  | 82    |                               |
| 26. Juni | Nicolas Coster                | britisch-US-amerikanischer Schauspieler                                                      | 89    |                               |
| 26. Juni | Franz Josef Eberl             | deutscher Landwirt und Verbandsfunktionär                                                    | 60    |                               |
| 26. Juni | Halleluja Paul                | österreichischer Geistlicher und Musiker                                                     | 73    |                               |
| 26. Juni | David Ogilvy                  | britischer Peer, Politiker und Landbesitzer                                                  | 97    |                               |
| 26. Juni | Rob Palmer                    | kanadischer Eishockeyspieler                                                                 | 66    |                               |
| 26. Juni | Lloyd Erskine Sandiford       | barbadischer Politiker                                                                       | 86    |                               |
| 26. Juni | François Thibodeau            | kanadischer Bischof                                                                          | 83    |                               |
| 26. Juni | Stasys Vėlyvis                | litauischer Jurist                                                                           | 85    |                               |
| 25. Juni | Wilhelm Büsing                | deutscher Vielseitigkeitsreiter                                                              | 102   |                               |
| 25. Juni | Hugo Blanco Galdós            | peruanischer Bauern- und Gewerkschaftsführer sowie Politiker                                 | 88    |                               |
| 25. Juni | Simon Crean                   | australischer Politiker                                                                      | 74    |                               |
| 25. Juni | John B. Goodenough            | US-amerikanischer Materialwissenschaftler und Physiker                                       | 100   |                               |
| 25. Juni | Leo Insam                     | italienischer Eishockeyspieler                                                               | 48    |                               |
| 25. Juni | Percy Lehmann                 | deutscher Dermatologe                                                                        | 70    |                               |
| 25. Juni | Bruno Lezzi                   | Schweizer Militärhistoriker, Journalist und Generalstabsoffizier                             | 78    |                               |
| 25. Juni | Richard Ravitch               | US-amerikanischer Unternehmer und Politiker                                                  | 89    |                               |
| 25. Juni | Wiktor Scheinis               | sowjetischer bzw. ukrainisch-russischer Historiker, Wirtschaftswissenschaftler und Politiker | 92    |                               |
| 25. Juni | José Antonio Sistiaga         | spanischer Maler                                                                             | 91    |                               |
| 25. Juni | Carlo Vittorini               | US-amerikanischer Herausgeber                                                                | 94    |                               |
| 25. Juni | Peg Yorkin                    | US-amerikanische Feministin und Philanthropin                                                | 96    |                               |
| 24. Juni | Claude Barzotti               | belgischer Sänger                                                                            | 69    |                               |
| 24. Juni | Freimuth Bott                 | deutscher Fußballspieler                                                                     | 79    |                               |
| 24. Juni | Ian Browne                    | australischer Bahnradsportler                                                                | 92    |                               |
| 24. Juni | Gerd van Dülmen               | deutscher Künstler                                                                           | 83    |                               |
| 24. Juni | Hubert Hänggi                 | deutscher Ordensgeistlicher und Indologe                                                     | 88    |                               |
| 24. Juni | Dodie Heath                   | US-amerikanische Filmschauspielerin                                                          | 96    |                               |
| 24. Juni | Hans Klupper                  | österreichischer Politiker                                                                   | 85    |                               |
| 24. Juni | Dave Martell                  | US-amerikanischer Jazzmusiker                                                                | 65    |                               |
| 24. Juni | Margaret McDonagh             | britische Politikerin und Peeress                                                            | 61    |                               |
| 24. Juni | Roland Paul                   | deutscher Historiker und Volkskundler                                                        | 72    |                               |
| 24. Juni | Alain Marie Pierret           | französischer Diplomat                                                                       | 92    |                               |
| 24. Juni | Ema Prodnik                   | slowenische Sängerin                                                                         | 83    |                               |
| 24. Juni | Cédric Roussel                | belgischer Fußballspieler                                                                    | 45    |                               |
| 24. Juni | Paul de Senneville            | französischer Komponist und Musikproduzent                                                   | 89    |                               |
| 24. Juni | Dean Smith                    | US-amerikanischer Sportler, Stuntman und Schauspieler                                        | 91    |                               |
| 24. Juni | Rachel Yakar                  | französische Opernsängerin                                                                   | 87    |                               |
| 23. Juni | K. Frank Austen               | US-amerikanischer Immunologe                                                                 | 95    |                               |
| 23. Juni | Hugh Carter Jr.               | US-amerikanischer Spindoctor und Regierungsmitarbeiter                                       | 80    |                               |
| 23. Juni | Margia Dean                   | US-amerikanische Schauspielerin                                                              | 101   |                               |
| 23. Juni | Holger Eichhorn               | deutscher Musikwissenschaftler, Zinkenist und Dirigent                                       | 80    |                               |
| 23. Juni | Harold Elletson               | britischer Politiker und Sicherheitsexperte                                                  | 62    |                               |
| 23. Juni | Frederic Forrest              | US-amerikanischer Schauspieler                                                               | 86    |                               |
| 23. Juni | Mickey Gravine                | US-amerikanischer Posaunist                                                                  | 90    |                               |
| 23. Juni | Sheldon Harnick               | US-amerikanischer Songtexter                                                                 | 99    |                               |
| 23. Juni | Ben Heaton                    | britischer Rugbyspieler                                                                      | 33    |                               |
| 23. Juni | Wolf Krötke                   | deutscher Theologe                                                                           | 84    |                               |
| 23. Juni | Georg Maraun                  | deutscher Politiker                                                                          | 97    |                               |
| 23. Juni | Jesse McReynolds              | US-amerikanischer Musiker                                                                    | 93    |                               |
| 23. Juni | Malcolm Mowbray               | britischer Regisseur                                                                         | 74    |                               |
| 23. Juni | Troels II Munk                | dänischer Schauspieler                                                                       | 78    |                               |
| 23. Juni | Willem Nijholt                | niederländischer Schauspieler                                                                | 88    |                               |
| 23. Juni | Lee Rauch                     | US-amerikanischer Schlagzeuger                                                               | 58    |                               |
| 23. Juni | Betta St. John                | US-amerikanische Schauspielerin                                                              | 93    |                               |
| 23. Juni | Herbert Tzschoppe             | deutscher Politiker                                                                          | 95    |                               |
| 23. Juni | Peter Wiesinger               | österreichischer Germanist                                                                   | 85    |                               |
| 22. Juni | Peter Allan                   | australischer Cricketspieler                                                                 | 87    |                               |
| 22. Juni | Norbert Barisits              | österreichischer Fußballtrainer                                                              | 66    |                               |
| 22. Juni | Frank Birkefeld               | deutscher Handballfunktionär                                                                 | 82    |                               |
| 22. Juni | Robert Black                  | US-amerikanischer Bassist und Musikpädagoge                                                  | 67    |                               |
| 22. Juni | Peter Brötzmann               | deutscher Jazzmusiker                                                                        | 82    |                               |
| 22. Juni | John Deyle                    | US-amerikanischer Theater- und Fernsehschauspieler                                           | 68    |                               |
| 22. Juni | Stéphane Demol                | belgischer Fußballspieler und -trainer                                                       | 57    |                               |
| 22. Juni | Evva Hanes                    | US-amerikanische Unternehmerin                                                               | 90    |                               |
| 22. Juni | Horst-Dieter Höttges          | deutscher Fußballspieler                                                                     | 79    |                               |
| 22. Juni | Michael Horodniceanu          | rumänisch-US-amerikanischer Ingenieur                                                        | 78    |                               |
| 22. Juni | Jacques Ishaq                 | irakischer Erzbischof                                                                        | 85    |                               |
| 22. Juni | Wolfgang Knape                | deutscher Schriftsteller                                                                     | 76    |                               |
| 22. Juni | Bożena Kowalska               | polnische Kunstwissenschaftlerin, -kritikerin, -sammlerin und Galeristin                     | 92    |                               |
| 22. Juni | Bernardo Kuczer               | argentinischer Komponist, Musiktheoretiker und Architekt                                     | 68    | [ 1 ]                         |
| 22. Juni | Harry Markowitz               | US-amerikanischer Wirtschaftswissenschaftler                                                 | 95    |                               |
| 22. Juni | Nomiyama Gyōji                | japanischer Maler                                                                            | 102   |                               |
| 22. Juni | Joseph Pedott                 | US-amerikanischer Werbefachmann und Unternehmer                                              | 91    |                               |
| 22. Juni | Marion Loretta Reid           | kanadische Politikerin                                                                       | 84    |                               |
| 22. Juni | Manfred Rudel                 | deutscher Handwerker und Verbandsfunktionär                                                  | 83    |                               |
| 22. Juni | Bernd Rüthers                 | deutscher Rechtswissenschaftler und Universitätsrektor                                       | 92    |                               |
| 22. Juni | Siegfried Stadler             | deutscher Journalist und Autor                                                               | 69    |                               |
| 22. Juni | Blasius Thätter               | deutscher Politiker                                                                          | 87    |                               |
| 22. Juni | Eddy Vaccaro                  | französischer Comiczeichner                                                                  | 50    |                               |
| 21. Juni | Klaus Bourquain               | deutscher Kinderbuchautor und Fremdenlegionär                                                | ≈85   |                               |
| 21. Juni | Johann Braun                  | deutscher Rechtswissenschaftler und Rechtsphilosoph                                          | 76    |                               |
| 21. Juni | Guillermo Escalada            | uruguayischer Fußballspieler                                                                 | 87    |                               |
| 21. Juni | Winnie Ewing                  | britische Politikerin                                                                        | 93    |                               |
| 21. Juni | Kirsten Hansen-Møller         | dänische Schauspielerin und Journalistin                                                     | 80    |                               |
| 21. Juni | Sinfer Ismagilow              | russischer Chemiker                                                                          | 75    |                               |
| 21. Juni | Jörg Jerosch                  | deutscher Orthopäde                                                                          | 65    | doi:10.1007/s15002-023-4367-2 |
| 21. Juni | Cedric Killings               | US-amerikanischer American-Football-Spieler                                                  | 45    |                               |
| 21. Juni | Mijo Lončarić                 | kroatischer Sprachwissenschaftler und Lexikograph                                            | 81    |                               |
| 21. Juni | Christa Maerker               | deutsche Journalistin, Filmkritikerin, Dokumentarfilm-, Drehbuch- und Hörspielautorin        | 81    |                               |
| 21. Juni | Peter Nebelo                  | deutscher Politiker                                                                          | 66    |                               |
| 21. Juni | Ronnie Nolan                  | irischer Fußballspieler                                                                      | 89    |                               |
| 21. Juni | Gabriele Prescher             | deutsche Biologin                                                                            | 64    |                               |
| 21. Juni | Søren Rode                    | dänischer Schauspieler                                                                       | 87    |                               |
| 21. Juni | Johanna Ruf                   | deutsche Zeitzeugin                                                                          | 94    |                               |
| 21. Juni | Vytautas Šustauskas           | litauischer Politiker                                                                        | 78    |                               |
| 21. Juni | Vũ Khoan                      | vietnamesischer Politiker                                                                    | 85    |                               |
| 21. Juni | Franco Zagari                 | italienischer Architekt                                                                      | 78    |                               |
| 20. Juni | Choi Sung-bong                | südkoreanischer Sänger                                                                       | 33    |                               |
| 20. Juni | Bela Duarte                   | kapverdische Malerin                                                                         | 83    |                               |
| 20. Juni | Robert Elegant                | US-amerikanischer Autor                                                                      | 95    |                               |
| 20. Juni | Rogelio Esquivel Medina       | mexikanischer Bischof                                                                        | 83    |                               |
| 20. Juni | Rohana Jalil                  | malaysische Sängerin                                                                         | 68    |                               |
| 20. Juni | Günter Krone                  | deutscher Rechtsanwalt und Politiker                                                         | 95    |                               |
| 20. Juni | Wjatscheslaw Nagowizyn        | russischer Komponist                                                                         | 83    |                               |
| 20. Juni | Christian Nowotny             | österreichischer Rechtswissenschafter                                                        | 72    |                               |
| 20. Juni | H. Lee Sarokin                | US-amerikanischer Richter                                                                    | 94    |                               |
| 20. Juni | Doris Stockhausen             | deutsche Musikpädagogin                                                                      | 99    |                               |
| 20. Juni | John Waddington               | britischer Bassist                                                                           | 63    |                               |
| 20. Juni | Ray Wheatley                  | australischer Boxer                                                                          | 74    |                               |
| 20. Juni | Paolo Zavallone               | italienischer Sänger und Komponist                                                           | 90    |                               |
| 20. Juni | Zain Safar-ud-Din             | malayischer Radrennfahrer                                                                    | 87    |                               |
| 19. Juni | Emili Baleriola               | spanischer Rock- und Jazzgitarrist                                                           | 71    |                               |
| 19. Juni | Karolis Chvedukas             | litauischer Fußballspieler                                                                   | 32    |                               |
| 19. Juni | Grigorij Demidowtzew          | russischer Schriftsteller und Dramatiker                                                     | 62    |                               |
| 19. Juni | Uwe Ebel                      | deutscher Skandinavist                                                                       | 80    |                               |
| 19. Juni | Lilo Fromm                    | deutsche Kinderbuch-Illustratorin                                                            | 94    |                               |
| 19. Juni | Clark Haggans                 | US-amerikanischer American-Football-Spieler                                                  | 46    |                               |
| 19. Juni | Hugo Kossbiel                 | deutscher Wirtschaftswissenschaftler                                                         | 84    |                               |
| 19. Juni | Inge Mahn                     | deutsche Bildhauerin                                                                         | 79    |                               |
| 19. Juni | James McCourt                 | nordirischer Boxer                                                                           | 79    |                               |
| 19. Juni | Gerald C. Meyers              | US-amerikanischer Manager und Unternehmensberater                                            | 94    |                               |
| 19. Juni | Max Morath                    | US-amerikanischer Ragtime-Pianist                                                            | 96    |                               |
| 19. Juni | Günter Queck                  | deutscher Fußballspieler                                                                     | 79    |                               |
| 19. Juni | Wolfgang Rauls                | deutscher Politiker                                                                          | 75    |                               |
| 19. Juni | Gabriele Schnaut              | deutsche Opernsängerin                                                                       | 72    |                               |
| 19. Juni | Diane Schöler                 | britisch-deutsche Tischtennisspielerin                                                       | 90    |                               |
| 19. Juni | Hans Schwenke                 | deutscher Politiker                                                                          | 89    |                               |
| 19. Juni | Ryan Siew                     | australischer Gitarrist                                                                      | 26    |                               |
| 18. Juni | Evamaria Bath                 | deutsche Schauspielerin                                                                      | 94    |                               |
| 18. Juni | Big Pokey                     | US-amerikanischer Rapper                                                                     | 45    |                               |
| 18. Juni | Cameron Buchanan              | schottischer Politiker                                                                       | 76    |                               |
| 18. Juni | Wenceslas Compaoré            | burkinischer Bischof                                                                         | 88    |                               |
| 18. Juni | Isabel da Costa Ferreira      | osttimoresische Politikerin und Präsidentengattin                                            | 49    |                               |
| 18. Juni | Shahzada Dawood               | britisch-pakistanischer Unternehmer                                                          | 48    |                               |
| 18. Juni | Kent Ford                     | US-amerikanischer Astronom                                                                   | 92    |                               |
| 18. Juni | Anders Ruben Forsblom         | finnischer Radrennfahrer                                                                     | 91    |                               |
| 18. Juni | Hardeep Singh Nijjar          | indisch-kanadischer Aktivist                                                                 | 45    |                               |
| 18. Juni | Hamish Harding                | britischer Unternehmer                                                                       | 58    |                               |
| 18. Juni | Dieter Hoja                   | deutscher Eishockeyspieler und -trainer                                                      | 81    |                               |
| 18. Juni | Andrea Ihle                   | deutsche Opernsängerin                                                                       | 70    |                               |
| 18. Juni | Heike Kretschmer              | deutsche Schauspielerin                                                                      | 51    |                               |
| 18. Juni | Heidi Loibl                   | deutsche Schlagersängerin                                                                    | 81    |                               |
| 18. Juni | Luís Maria Lobato             | osttimoresischer Politiker                                                                   | 60    |                               |
| 18. Juni | Yanna Momina                  | djibutische Sängerin                                                                         | 76    |                               |
| 18. Juni | Paul-Henry Nargeolet          | französischer Tiefseeforscher                                                                | 77    |                               |
| 18. Juni | Nasrollah Nasehpour           | iranischer Sänger                                                                            | 82    |                               |
| 18. Juni | Tom Nicholas                  | US-amerikanischer Schlagzeuger und Perkussionist                                             | 85    |                               |
| 18. Juni | Hans Helmut Prinzler          | deutscher Filmwissenschaftler und Autor                                                      | 84    |                               |
| 18. Juni | Gert Riethmüller              | deutscher Mediziner                                                                          | 89    |                               |
| 18. Juni | Stockton Rush                 | US-amerikanischer Unternehmer                                                                | 61    |                               |
| 18. Juni | Klaus Steinbrück              | deutscher Orthopäde                                                                          | 83    |                               |
| 18. Juni | Cornel Țăranu                 | rumänischer Komponist und Dirigent                                                           | 88    |                               |
| 18. Juni | Teresa Taylor                 | US-amerikanische Schlagzeugerin                                                              | 60    |                               |
| 18. Juni | Sabine Wils                   | deutsche Politikerin                                                                         | 64    |                               |
| 18. Juni | Rosario Zúñiga                | mexikanische Schauspielerin                                                                  | 59    |                               |
| 17. Juni | Sri Adiningsih                | indonesische Wirtschaftswissenschaftlerin und Politikerin                                    | 62    |                               |
| 17. Juni | Oleg Betin                    | russischer Politiker                                                                         | 72    |                               |
| 17. Juni | Wolfgang Buchholz             | deutscher Politiker                                                                          | 88    |                               |
| 17. Juni | Manuel Díaz Martínez          | kubanischer Dichter und Journalist                                                           | 86    |                               |
| 17. Juni | Knut Dietrich                 | deutscher Sportpädagoge                                                                      | 87    |                               |
| 17. Juni | Michael Hopkins               | britischer Architekt                                                                         | 88    |                               |
| 17. Juni | Günter Korell                 | deutscher Historiker, Geschichts- und Sportlehrer und Handballspieler                        | 85    |                               |
| 17. Juni | Gilbert Dubuc                 | belgischer Bariton-Sänger                                                                    | 98    |                               |
| 17. Juni | Friedrich Spangemacher        | deutscher Hörfunkmanager, Festivalleiter und Verbandsfunktionär                              | 73    |                               |
| 17. Juni | Sydney J. Van Scyoc           | US-amerikanische Science-Fiction-Schriftstellerin                                            | 83    |                               |
| 17. Juni | Heiner Widderich              | deutscher Politiker (SPD)                                                                    | 87    |                               |
| 16. Juni | Artur Aldomà Puig             | spanischer Comiczeichner, Maler und Bildhauer                                                | 88    |                               |
| 16. Juni | Holger Blum                   | deutscher Mundartkomödiant                                                                   | 58    |                               |
| 16. Juni | Bob Brown                     | US-amerikanischer American-Football-Spieler                                                  | 81    |                               |
| 16. Juni | Nicola de Angelis             | italienisch-kanadischer Bischof                                                              | 84    |                               |
| 16. Juni | Peter Dickinson               | britischer Komponist, Pianist und Musikkritiker                                              | 88    |                               |
| 16. Juni | Klaus Doderer                 | deutscher Germanist                                                                          | 98    |                               |
| 16. Juni | Daniel Ellsberg               | US-amerikanischer Ökonom und Whistleblower                                                   | 92    |                               |
| 16. Juni | Wolfgang-Uwe Friedrich        | deutscher Politikwissenschaftler                                                             | 70    |                               |
| 16. Juni | Harri Günther                 | deutscher Landschaftsarchitekt und Gartenhistoriker                                          | 94    |                               |
| 16. Juni | Hartmut Halfmeier             | deutscher Verwaltungsjurist                                                                  | 82    |                               |
| 16. Juni | Ben Helfgott                  | britischer Gewichtheber und Holocaustüberlebender                                            | 93    |                               |
| 16. Juni | Angelika Hesse                | deutsche Geologin und Paläornithologin                                                       | 67    |                               |
| 16. Juni | Volker Kier                   | österreichischer Politiker                                                                   | 82    |                               |
| 16. Juni | Manabu Kitabeppu              | japanischer Baseballspieler                                                                  | 65    |                               |
| 16. Juni | Dieter Lohmann                | deutscher Internist                                                                          | 95    |                               |
| 16. Juni | Andreas Lorenz                | deutscher Politiker                                                                          | 85    |                               |
| 16. Juni | Gino Mäder                    | Schweizer Radsportler                                                                        | 26    |                               |
| 16. Juni | Edgar Morscher                | österreichischer Philosoph                                                                   | 82    |                               |
| 16. Juni | Alfredo Rojas                 | argentinischer Fußballspieler und -trainer                                                   | 86    |                               |
| 16. Juni | Niggi Schoellkopf             | Schweizer Politiker und Autor                                                                | 92    |                               |
| 16. Juni | Bernd Schroeder               | deutscher Schriftsteller                                                                     | 79    |                               |
| 16. Juni | Jim Tweto                     | US-amerikanischer Pilot, Unternehmer und Fernsehpersönlichkeit                               | 68    |                               |
| 16. Juni | Esteban Volkov                | mexikanischer Chemiker                                                                       | 97    |                               |
| 16. Juni | Heinz Weinhold                | deutscher Ringer und Ringtrainer                                                             | 83    |                               |
| 16. Juni | Paxton Whitehead              | britischer Schauspieler                                                                      | 85    |                               |
| 15. Juni | Peter Broucek                 | österreichischer Historiker                                                                  | 84    |                               |
| 15. Juni | Beatrix Eypeltauer            | österreichische Juristin und Politikerin                                                     | 93    |                               |
| 15. Juni | Ruth Fitzpatrick              | US-amerikanische Aktivistin                                                                  | 90    |                               |
| 15. Juni | Linus Geisler                 | deutscher Mediziner und Medizinethiker                                                       | 88    | [ 2 ]                         |
| 15. Juni | John Glen                     | britischer Physiker                                                                          | 95    |                               |
| 15. Juni | John Haggins                  | US-amerikanischer Modedesigner                                                               | 79    |                               |
| 15. Juni | Glenda Jackson                | britische Schauspielerin und Politikerin                                                     | 87    |                               |
| 15. Juni | Michele Jamiolkowski          | italienischer Bauingenieur                                                                   | 84    |                               |
| 15. Juni | Antonio Jiménez Quiles        | spanischer Radrennfahrer                                                                     | 88    |                               |
| 15. Juni | Dirk Lehberger                | deutscher Tourmanager und Unternehmer                                                        | 49    |                               |
| 15. Juni | Gordon McQueen                | schottischer Fußballspieler                                                                  | 70    |                               |
| 15. Juni | Klaus Nagel                   | deutscher Gitarrist und Komponist                                                            | 86    |                               |
| 15. Juni | Donald Triplett               | US-amerikanischer Autist und Persönlichkeit der Medizingeschichte                            | 89    |                               |
| 14. Juni | Khamis Abakar                 | sudanesischer Politiker und Rebellenführer                                                   | 59    |                               |
| 14. Juni | Anatoli Beresikow             | russischer Friedensaktivist und Regimekritiker                                               | 40    |                               |
| 14. Juni | Charles L. Blockson           | US-amerikanischer Historiker und Autor                                                       | 89    |                               |
| 14. Juni | Jürgen Bordanowicz            | deutscher Maler                                                                              | 78    |                               |
| 14. Juni | Henri Boulad                  | ägyptisch-libanesischer Geistlicher                                                          | 91    |                               |
| 14. Juni | DJ Patex                      | deutsche DJ, Musikerin, Kulturwissenschafterin und Aktivistin                                | 50    |                               |
| 14. Juni | Jochen Gleditsch              | deutscher Arzt und Zahnarzt                                                                  | ≈94   |                               |
| 14. Juni | Robert Gottlieb               | US-amerikanischer Schriftsteller, Journalist und Lektor                                      | 92    |                               |
| 14. Juni | Hans-Joachim Hanisch          | deutscher Schauspieler und Synchronsprecher                                                  | 94    |                               |
| 14. Juni | Roman Jackiw                  | US-amerikanischer Physiker                                                                   | 83    |                               |
| 14. Juni | Homer Jones                   | US-amerikanischer American-Football-Spieler                                                  | 82    |                               |
| 14. Juni | Irène Marti Anliker           | Schweizer Politikerin                                                                        | 65    |                               |
| 14. Juni | Andrea Muheim                 | Schweizer Malerin und Objektkünstlerin                                                       | 55    |                               |
| 14. Juni | K. R. Parthasarathy           | indischer Mathematiker                                                                       | 86    |                               |
| 14. Juni | Henry Petroski                | US-amerikanischer Bauingenieur und Technikhistoriker                                         | 81    |                               |
| 14. Juni | Dieter Raber                  | deutscher Fußballspieler                                                                     | 84    |                               |
| 14. Juni | Kjell Rasmussen               | norwegischer Diplomat                                                                        | 95    |                               |
| 14. Juni | Wladimir Schmeljow            | sowjetischer Moderner Fünfkämpfer                                                            | 76    |                               |
| 14. Juni | Bence Szvoboda                | ungarischer Motocrossfahrer                                                                  | 31    |                               |
| 14. Juni | Nikolai Swiridow              | sowjetischer Leichtathlet                                                                    | 85    |                               |
| 14. Juni | Dmitri Tarassow               | russischer Eishockeyspieler                                                                  | 44    |                               |
| 14. Juni | Maurice Taylor                | britischer Bischof                                                                           | 97    |                               |
| 14. Juni | Ulrich Werz                   | deutscher Numismatiker                                                                       | 59    |                               |
| 14. Juni | Kurt Wünsche                  | deutscher Politiker                                                                          | 93    |                               |
| 13. Juni | Philippe Borer                | Schweizer Violinist, Musikwissenschaftler und Lehrer                                         | 68    |                               |
| 13. Juni | Eugene Charniak               | US-amerikanischer Informatiker                                                               | 77    |                               |
| 13. Juni | Christy Dignam                | irischer Sänger                                                                              | 63    |                               |
| 13. Juni | Josef Dreier                  | deutscher Politiker                                                                          | 91    |                               |
| 13. Juni | Edward Fredkin                | US-amerikanischer Physiker                                                                   | 88    |                               |
| 13. Juni | James Edward Goettsche        | US-amerikanischer Organist                                                                   | ≈80   |                               |
| 13. Juni | Adrian de Silva               | deutscher Geschlechtersoziologe und Politikwissenschaftler                                   | 57    |                               |
| 13. Juni | Lonnie Hammargren             | US-amerikanischer Politiker                                                                  | 85    |                               |
| 13. Juni | John Hollins                  | englischer Fußballspieler und -trainer                                                       | 76    |                               |
| 13. Juni | Huang Yongyu                  | chinesischer Maler und Holzbildhauer                                                         | 98    |                               |
| 13. Juni | Nicholas Kaiser               | britischer Astronom                                                                          | 68    |                               |
| 13. Juni | Simpson Kalisher              | US-amerikanische Fotojournalist und Fotograf                                                 | 96    |                               |
| 13. Juni | April Kingsley                | US-amerikanische Kunsthistorikerin, -kritikerin und -kuratorin                               | 82    |                               |
| 13. Juni | Hansjürg Leibundgut           | Schweizer Maschinenbauingenieur                                                              | 76    |                               |
| 13. Juni | Wiktor Lissizki               | sowjetischer Turner                                                                          | 83    |                               |
| 13. Juni | Cormac McCarthy               | US-amerikanischer Schriftsteller                                                             | 89    |                               |
| 13. Juni | Joachim N’Dayen               | zentralafrikanischer Erzbischof                                                              | 88    |                               |
| 13. Juni | Blackie Onassis               | US-amerikanischer Schlagzeuger                                                               | 57    |                               |
| 13. Juni | Günter Tondorf                | deutscher Rechtswissenschaftler                                                              | 88    |                               |
| 13. Juni | Jirō Ushio                    | japanischer Unternehmer                                                                      | 92    |                               |
| 13. Juni | Steffen Weigand               | deutscher Schlagzeuger                                                                       | 51    |                               |
| 12. Juni | Silvio Berlusconi             | italienischer Politiker, Unternehmer und Fußballfunktionär                                   | 86    |                               |
| 12. Juni | Dieter Blümchen               | deutscher Fußballspieler                                                                     | 86    |                               |
| 12. Juni | Lee Clayton                   | US-amerikanischer Musiker und Songwriter                                                     | 80    | [ 3 ]                         |
| 12. Juni | Jack Earls                    | US-amerikanischer Country- und Rockabilly-Sänger                                             | 90    |                               |
| 12. Juni | Werner Edelmann               | Schweizer Unternehmer und Fußballfunktionär                                                  | 81    |                               |
| 12. Juni | John Fru Ndi                  | kamerunischer Politiker                                                                      | 81    |                               |
| 12. Juni | William Lloyd George          | britischer Politiker und Manager                                                             | 95    |                               |
| 12. Juni | Patrick Gasienica             | US-amerikanischer Skispringer                                                                | 24    |                               |
| 12. Juni | Mette Gjerskov                | dänische Politikerin                                                                         | 56    |                               |
| 12. Juni | Harvey Glance                 | US-amerikanischer Leichtathlet                                                               | 66    |                               |
| 12. Juni | Sergei Gorjatschew            | russischer Militär                                                                           | 52    |                               |
| 12. Juni | Carol Higgins Clark           | US-amerikanische Schriftstellerin                                                            | 66    |                               |
| 12. Juni | Francesco Nuti                | italienischer Schauspieler, Filmregisseur, Drehbuchautor und Filmproduzent                   | 68    |                               |
| 12. Juni | Helmut Peters                 | deutscher Sinologe                                                                           | 92    | [ 4 ]                         |
| 12. Juni | Hermann Josef Pottmeyer       | deutscher Geistlicher und Fundamentaltheologe                                                | 89    |                               |
| 12. Juni | John Romita senior            | US-amerikanischer Comiczeichner                                                              | 93    |                               |
| 12. Juni | Stan Savran                   | US-amerikanischer Sportkommentator                                                           | 76    |                               |
| 12. Juni | Ronald Michael Schmidt        | deutscher Germanist und Bibliothekar                                                         | 72    |                               |
| 12. Juni | Richard Severo                | US-amerikanischer Journalist                                                                 | 90    |                               |
| 12. Juni | Treat Williams                | US-amerikanischer Schauspieler                                                               | 71    |                               |
| 11. Juni | Mikio Aoki                    | japanischer Politiker                                                                        | 89    |                               |
| 11. Juni | Emmanuel Bechrakis            | griechischer Augenarzt sowie Sprach- und Kulturförderer                                      | 92    |                               |
| 11. Juni | Charles Cadogan               | britischer Unternehmer, Großgrundbesitzer und Philanthrop                                    | 86    |                               |
| 11. Juni | Stanley Clinton Davis         | britischer Politiker und Peer                                                                | 94    |                               |
| 11. Juni | Franz S. Leichter             | US-amerikanischer Politiker                                                                  | 92    |                               |
| 11. Juni | Michael Militzer              | deutscher Unternehmer und Verbandsfunktionär                                                 | 75    |                               |
| 11. Juni | Dieter Riesenberger           | deutscher Historiker                                                                         | 85    |                               |
| 11. Juni | Ernst Ritter                  | deutscher Agrarwissenschaftler                                                               | 94    |                               |
| 11. Juni | Martín Rojas                  | kubanischer Gitarrist und Komponist                                                          | 79    |                               |
| 11. Juni | Magda Saleh                   | ägyptische Balletttänzerin                                                                   | 79    |                               |
| 11. Juni | Hans Joachim Schramm          | deutscher Autor, Journalist und Goldschmied                                                  | 92    |                               |
| 11. Juni | Gerhart Schröder              | deutscher Romanist                                                                           | 88    |                               |
| 11. Juni | János Söre                    | ungarischer Radrennfahrer                                                                    | 88    |                               |
| 11. Juni | Mauricio Vicent               | spanischer Journalist                                                                        | 59    |                               |
| 11. Juni | Patrik Weiß                   | deutscher Beachhandballtrainer                                                               | 45    |                               |
| 11. Juni | Franz Xaver Werkstetter       | deutscher Politiker                                                                          | 90    |                               |
| 11. Juni | Jean Wicki                    | Schweizer Bobfahrer                                                                          | 89    |                               |
| 11. Juni | Jackie Williams               | US-amerikanischer Jazzmusiker                                                                | 90    |                               |
| 11. Juni | Rob Young                     | kanadischer Tonmeister                                                                       | 76    |                               |
| 10. Juni | Hassana Alidou                | nigrische Pädagogin und Diplomatin                                                           | 60    |                               |
| 10. Juni | Clive Barker                  | südafrikanischer Fußballspieler und -trainer                                                 | 78    |                               |
| 10. Juni | Dieter Bäuerle                | deutsch-österreichischer Physiker                                                            | 83    |                               |
| 10. Juni | Dieter Bertholdt              | deutscher Schachspieler                                                                      | 87    | [ 5 ]                         |
| 10. Juni | Theodore Kaczynski            | US-amerikanischer Terrorist                                                                  | 81    |                               |
| 10. Juni | Gerd Lottsiepen               | deutscher Verkehrslobbyist                                                                   | 69    |                               |
| 10. Juni | Yannis Markopoulos            | griechischer Komponist und Sänger                                                            | 84    |                               |
| 10. Juni | Eckhard Maronn                | deutscher Musiker und Toningenieur                                                           | 88    |                               |
| 10. Juni | Nuccio Ordine                 | italienischer Philosoph und Literaturwissenschaftler                                         | 64    |                               |
| 10. Juni | Park Che-ch’ŏn                | südkoreanischer Lyriker                                                                      | 78    |                               |
| 10. Juni | Manfred Oppermann             | deutscher Politiker                                                                          | 72    |                               |
| 10. Juni | Roger Payne                   | US-amerikanischer Biologe                                                                    | 88    |                               |
| 10. Juni | Karl Probst                   | deutscher Eiskunstläufer                                                                     | 82    |                               |
| 10. Juni | Berdibek Saparbajew           | kasachischer Politiker                                                                       | 70    |                               |
| 10. Juni | Jackson Toby                  | US-amerikanischer Soziologe und Kriminologe                                                  | 97    |                               |
| 10. Juni | Carlos Treto                  | kubanischer Schauspieler                                                                     | 70    |                               |
| 10. Juni | Jim Turner                    | US-amerikanischer American-Football-Spieler                                                  | 82    |                               |
| 10. Juni | Johannes Wenzel               | deutscher Germanist                                                                          | 93    |                               |
| 9. Juni  | Jim Allen                     | neuseeländischer Künstler, Kunstpädagoge und Kunstkritiker                                   | 100   |                               |
| 9. Juni  | Horst Bendix                  | deutscher Ingenieur und Konstrukteur                                                         | 95    |                               |
| 9. Juni  | Dinah Faust                   | französische Schauspielerin und Sängerin                                                     | 96    |                               |
| 9. Juni  | Wolfgang Grunsky              | deutscher Rechtswissenschaftler                                                              | 87    |                               |
| 9. Juni  | Ernst Wilhelm Heine           | deutscher Architekt und Schriftsteller                                                       | 83    |                               |
| 9. Juni  | Yumie Hiraiwa                 | japanische Schriftstellerin und Drehbuchautorin                                              | 91    |                               |
| 9. Juni  | Walter Kemp                   | kanadischer Musikwissenschaftler, Organist, Chorleiter und Komponist                         | 84    |                               |
| 9. Juni  | Denis Kessler                 | französischer Unternehmer                                                                    | 71    |                               |
| 9. Juni  | Serajul Alam Khan             | bangladeschischer Politiker                                                                  | 82    |                               |
| 9. Juni  | Klaus von der Krone           | deutscher Politiker                                                                          | 79    |                               |
| 9. Juni  | Michael Lampton               | US-amerikanischer Astronaut                                                                  | 82    |                               |
| 9. Juni  | Floyd Martin                  | kanadischer Eishockeyspieler und -trainer                                                    | 93    |                               |
| 9. Juni  | Helmar Müller                 | deutscher Leichtathlet und Fußballfunktionär                                                 | 83    |                               |
| 9. Juni  | Firouz Naderi                 | iranisch-US-amerikanischer Wissenschaftler                                                   | 77    |                               |
| 9. Juni  | Heiko-Thandeka Ncube          | deutscher Künstler und Aktivist                                                              | 32    |                               |
| 9. Juni  | Peter Schreiner               | österreichischer Filmregisseur, Autor und Kameramann                                         | 66    |                               |
| 9. Juni  | Alain Touraine                | französischer Soziologe                                                                      | 97    |                               |
| 9. Juni  | Alton R. Waldon junior        | US-amerikanischer Politiker                                                                  | 86    |                               |
| 9. Juni  | Thomas Wachter                | deutscher Jurist und Rechtswissenschaftler                                                   | 54    |                               |
| 9. Juni  | Otto Karl Werckmeister        | deutscher Kunsthistoriker und Autor                                                          | 89    |                               |
| 8. Juni  | Klaus Beer                    | deutscher Leichtathlet                                                                       | 80    |                               |
| 8. Juni  | Robert Holmes Bell            | US-amerikanischer Jurist                                                                     | 79    |                               |
| 8. Juni  | Eric C. F. Bird               | britisch-australischer Geomorphologe                                                         | 92    |                               |
| 8. Juni  | Ronald Bishop                 | britischer Bogenschütze                                                                      | 92    |                               |
| 8. Juni  | Bert Breuer                   | deutscher Maschinenbauingenieur                                                              | 87    |                               |
| 8. Juni  | Don E. Dumond                 | US-amerikanischer Anthropologe, Archäologe und Museumsdirektor                               | 94    |                               |
| 8. Juni  | Charles Elworthy              | neuseeländischer Wirtschafts- und Sozialwissenschaftler                                      | 61    |                               |
| 8. Juni  | Julie Garwood                 | US-amerikanische Autorin                                                                     | 78    |                               |
| 8. Juni  | Torsten J. Gerpott            | deutscher Wirtschaftswissenschaftler                                                         | 64    |                               |
| 8. Juni  | Ouattara Gnonzié              | ivorischer Politiker                                                                         | ?     |                               |
| 8. Juni  | Karin Goethert                | deutsche Archäologin                                                                         | 80    |                               |
| 8. Juni  | Pawel Gurkalow                | russischer Politiker                                                                         | 84    |                               |
| 8. Juni  | Louis LeBel                   | kanadischer Jurist                                                                           | 83    |                               |
| 8. Juni  | Renato Longo                  | italienischer Radsportler                                                                    | 85    |                               |
| 8. Juni  | Gebhard von Oppen             | deutscher Experimentalphysiker                                                               | 84    |                               |
| 8. Juni  | Txomin Perurena               | spanischer Radrennfahrer                                                                     | 79    |                               |
| 8. Juni  | Maria Peschek                 | deutsche Kabarettistin, Schauspielerin und Bühnenautorin                                     | 69    |                               |
| 8. Juni  | Óscar Pezoa                   | argentinischerRadrennfahrer                                                                  | 90    |                               |
| 8. Juni  | Ralé Rašić                    | jugoslawisch-australischer Fußballspieler und -trainer                                       | 87    |                               |
| 8. Juni  | Stefan Rauh                   | deutscher Dirigent, Musikverleger, Kirchenmusiker und Komponist                              | 60    |                               |
| 8. Juni  | Pat Robertson                 | US-amerikanischer Prediger und Politiker                                                     | 93    |                               |
| 8. Juni  | Mari Ruti                     | finnisch-kanadische Philosophin                                                              | 59    |                               |
| 7. Juni  | Aud Inger Aure                | norwegische Politikerin                                                                      | 80    |                               |
| 7. Juni  | Irma Capece Minutolo          | italienische Opernsängerin und Filmschauspielerin                                            | 87    |                               |
| 7. Juni  | C. Welton Gaddy               | US-amerikanischer Geistler und Säkularist                                                    | 81    |                               |
| 7. Juni  | Arnim Halter                  | Schweizer Schauspieler und Regisseur                                                         | 75    |                               |
| 7. Juni  | Eva Hög                       | finnische Skilangläuferin                                                                    | 95    |                               |
| 7. Juni  | Leonardo Nierman              | mexikanischer Künstler                                                                       | 90    |                               |
| 7. Juni  | João Baena Soares             | brasilianischer Diplomat                                                                     | 92    |                               |
| 7. Juni  | Marino Busdachin              | italienischer Menschenrechtsaktivist                                                         | 66    |                               |
| 7. Juni  | Saskia Hamilton               | US-amerikanische Dichterin und Herausgeberin                                                 | 56    |                               |
| 7. Juni  | Barbara Koerppen              | deutsche Geigerin                                                                            | 93    |                               |
| 7. Juni  | Ivan Menezes                  | US-amerikanisch-britischer Manager                                                           | 63    |                               |
| 7. Juni  | Tony Murray                   | Unternehmer und Milliardär                                                                   | 103   |                               |
| 7. Juni  | Alfred Noell                  | deutscher Autor, Journalist und Fernsehregisseur                                             | 90    |                               |
| 7. Juni  | Oswald Ring                   | deutscher Jurist und Medienmanager                                                           | 88    |                               |
| 7. Juni  | Hellmut Schwarz               | deutscher Anglist                                                                            | 85    |                               |
| 7. Juni  | Lisl Steiner                  | US-amerikanische Fotografin                                                                  | 95    |                               |
| 7. Juni  | Hossein Khosrow Vaziri        | iranischer Wrestler                                                                          | 80    |                               |
| 6. Juni  | Thomas Battenstein            | deutscher Musiker                                                                            | 72    |                               |
| 6. Juni  | Charles Kimberlin Brain       | südafrikanischer Paläoanthropologe                                                           | 92    |                               |
| 6. Juni  | Pat Cooper                    | US-amerikanischer Schauspieler und Komiker                                                   | 93    |                               |
| 6. Juni  | Klaus Eberlein                | deutscher Grafiker, Illustrator und Keramik-Plastiker                                        | 82    |                               |
| 6. Juni  | Eberhard Eckerle              | deutscher Künstler                                                                           | ≈74   |                               |
| 6. Juni  | Françoise Gilot               | französische Malerin, Grafikerin und Schriftstellerin                                        | 101   |                               |
| 6. Juni  | Peter Henrici                 | Schweizer Weihbischof                                                                        | 95    |                               |
| 6. Juni  | Gerhard Hiesel                | österreichischer Archäologe                                                                  | 81    |                               |
| 6. Juni  | Árni Johnsen                  | isländischer Politiker und Journalist                                                        | 79    |                               |
| 6. Juni  | Mike McFarlane                | britischer Leichtathlet                                                                      | 63    |                               |
| 6. Juni  | Tony McPhee                   | britischer Blues-Gitarrist und Sänger                                                        | 79    |                               |
| 6. Juni  | Everett Mendelsohn            | US-amerikanischer Wissenschaftshistoriker                                                    | 91    |                               |
| 6. Juni  | Noreen Nash                   | US-amerikanische Schauspielerin                                                              | 99    |                               |
| 6. Juni  | Hans-Joachim Reis             | deutscher Politiker                                                                          | 97    |                               |
| 6. Juni  | Hans Rothe                    | deutscher Maler und Keramiker                                                                | 94    |                               |
| 6. Juni  | Heinz Schmid                  | österreichischer Fahrsporttrainer und -richter                                               | ≈80   |                               |
| 6. Juni  | William Spriggs               | US-amerikanischer Wirtschaftswissenschaftler                                                 | 68    |                               |
| 6. Juni  | Harry Täschner                | deutscher Schauspieler                                                                       | 76    |                               |
| 6. Juni  | Lutz Weber                    | deutscher Fernsehmoderator                                                                   | 72    |                               |
| 6. Juni  | Edwin N. Wilmsen              | deutsch-US-amerikanischer Anthropologe und Archäologe                                        | 91    |                               |
| 6. Juni  | Giuliano Yankees              | chilenischer Popsänger                                                                       | 16    |                               |
| 5. Juni  | Henry E. Allison              | US-amerikanischer Kantforscher                                                               | 86    |                               |
| 5. Juni  | Reimar von Alvensleben        | deutscher Agrarwissenschaftler                                                               | 82    |                               |
| 5. Juni  | Hunter Beaumont               | US-amerikanischer Psychologe                                                                 | ≈79   |                               |
| 5. Juni  | Margareta Breuer              | deutsche Sozialarbeiterin                                                                    | 94    |                               |
| 5. Juni  | Peter Eichenberger            | Schweizer Politiker und Militärarzt                                                          | 84    |                               |
| 5. Juni  | Gints Freimanis               | lettischer Fußballspieler                                                                    | 38    |                               |
| 5. Juni  | Astrud Gilberto               | brasilianisch-US-amerikanische Sängerin und Komponistin                                      | 83    |                               |
| 5. Juni  | Eberhard Griepentrog          | deutscher Mathematiker                                                                       | 90    |                               |
| 5. Juni  | Robert Hanssen                | US-amerikanischer Doppelagent                                                                | 79    |                               |
| 5. Juni  | Werner Herbers                | niederländischer Oboist und Dirigent                                                         | 82    |                               |
| 5. Juni  | Henryk Kmiecik                | polnischer Politiker                                                                         | 69    |                               |
| 5. Juni  | Wadym Malachatko              | ukrainischer Schachspieler                                                                   | 46    |                               |
| 5. Juni  | John Morris                   | britischer Politiker und Jurist                                                              | 91    |                               |
| 5. Juni  | Günter F. Müller              | deutscher Wirtschaftspsychologe                                                              | 76    |                               |
| 5. Juni  | Horst Nowacki                 | deutscher Schiffsingenieur                                                                   | 89    |                               |
| 5. Juni  | Renate Redetzky-Malzacher     | deutsche Schauspielerin                                                                      | 88    |                               |
| 5. Juni  | Manfred Schlenker             | deutscher Kirchenmusiker und Komponist                                                       | 97    |                               |
| 5. Juni  | Anna Shay                     | US-amerikanische Millionenerbin und Fernsehpersönlichkeit                                    | 62    |                               |
| 4. Juni  | Mariano Arana                 | uruguayischer Politiker                                                                      | 90    |                               |
| 4. Juni  | Roger Craig                   | US-amerikanischer Baseballspieler                                                            | 93    |                               |
| 4. Juni  | Macram Max Gassis             | sudanesischer Bischof                                                                        | 84    |                               |
| 4. Juni  | Yüksel Gündüz                 | türkischer Fußballspieler und -trainer                                                       | 85    |                               |
| 4. Juni  | Rashid Hassan                 | sudanesischer Wirtschaftswissenschaftler                                                     | ≈70   |                               |
| 4. Juni  | Sulochana Latkar              | indische Schauspielerin                                                                      | 94    |                               |
| 4. Juni  | Luigi Marrucci                | italienischer Bischof                                                                        | 78    |                               |
| 4. Juni  | Perry McCarty                 | US-amerikanischer Bau- und Umweltingenieur                                                   | 91    |                               |
| 4. Juni  | Zdeněk Pouzar                 | tschechischer Mykologe                                                                       | 91    |                               |
| 4. Juni  | Ricardo Rocha                 | mexikanischer Journalist                                                                     | 76    |                               |
| 4. Juni  | Erich Schöndorf               | deutscher Staatsanwalt und Autor                                                             | 75    |                               |
| 4. Juni  | Ruth Schweikert               | Schweizer Schriftstellerin                                                                   | 58    |                               |
| 4. Juni  | George Winston                | US-amerikanischer Komponist, Pianist und Arrangeur                                           | 73    |                               |
| 3. Juni  | Paul Geoffrey                 | britisch-US-amerikanischer Schauspieler                                                      | 68    |                               |
| 3. Juni  | Horst Heitzenröther           | deutscher Publizist und Dramaturg                                                            | 102   |                               |
| 3. Juni  | Jim Hines                     | US-amerikanischer Leichtathlet                                                               | 76    |                               |
| 3. Juni  | Uwe Israel                    | deutscher Historiker                                                                         | 60    |                               |
| 3. Juni  | Patricia Ramírez González     | kubanische Schauspielerin                                                                    | 33    |                               |
| 3. Juni  | Peter Rummenhöller            | deutscher Musikwissenschaftler und Pianist                                                   | 87    |                               |
| 3. Juni  | Michael Jarboe Sheehan        | US-amerikanischer Erzbischof                                                                 | 83    |                               |
| 3. Juni  | Friedrich Späth               | deutscher Jurist und Manager                                                                 | 87    |                               |
| 3. Juni  | Sterling Whipple              | US-amerikanischer Songwriter                                                                 | 75    |                               |
| 2. Juni  | Kim Cusack                    | US-amerikanischer Jazz-Klarinettist und Saxophonist                                          | 84    |                               |
| 2. Juni  | Joël Froment                  | französischer Maler                                                                          | 85    |                               |
| 2. Juni  | Bodo Gemper                   | deutscher Wirtschaftswissenschaftler                                                         | 87    |                               |
| 2. Juni  | Michail Kostarakos            | griechischer Offizier                                                                        | 67    |                               |
| 2. Juni  | Thiounn Prasith               | kambodschanischer Politiker und Diplomat                                                     | 93    |                               |
| 2. Juni  | Heinz Rölleke                 | deutscher Germanist und Erzählforscher                                                       | 86    |                               |
| 2. Juni  | Jochen Roggenbock             | deutscher Politiker                                                                          | 76    |                               |
| 2. Juni  | Jacques Rozier                | französischer Filmregisseur                                                                  | 96    |                               |
| 2. Juni  | Kaija Saariaho                | finnische Komponistin                                                                        | 70    |                               |
| 2. Juni  | Sabine Scholze                | deutsche Dramaturgin                                                                         | 78    |                               |
| 1. Juni  | Billy Ray Adams               | US-amerikanischer American-Football-Spieler                                                  | 84    |                               |
| 1. Juni  | Mehmet Barlas                 | türkischer Journalist                                                                        | 81    |                               |
| 1. Juni  | Arati Barua                   | indische Schauspielerin                                                                      | 87    |                               |
| 1. Juni  | Mike Batayeh                  | US-amerikanischer Schauspieler und Comedian                                                  | 52    |                               |
| 1. Juni  | Rüdiger Beile                 | deutscher Geistlicher, Theologe und Jugendführer                                             | 90    |                               |
| 1. Juni  | Thomas Bruns                  | deutscher Diplomat                                                                           | 75    | [ 6 ]                         |
| 1. Juni  | Margit Carstensen             | deutsche Schauspielerin                                                                      | 83    |                               |
| 1. Juni  | Herdegen Fehlhaber            | deutscher Maler und Grafiker                                                                 | 87    |                               |
| 1. Juni  | Kurt Hesse                    | deutscher Politiker                                                                          | 96    |                               |
| 1. Juni  | David Jones                   | britischer Leichtathlet                                                                      | 83    |                               |
| 1. Juni  | Petra Kipphoff                | deutsche Kunstkritikerin                                                                     | 86    |                               |
| 1. Juni  | Friedrich Koch                | deutscher Pädagoge                                                                           | 87    |                               |
| 1. Juni  | Bob Martin                    | US-amerikanischer Jazzmusiker                                                                | 74    |                               |
| 1. Juni  | Jim Melchert                  | US-amerikanischer Maler, Grafiker und Bildhauer                                              | 92    |                               |
| 1. Juni  | Pedro Messone                 | chilenischer Sänger und Schauspieler                                                         | 88    |                               |
| 1. Juni  | Pacho El Antifeka             | puerto-ricanischer Rapper                                                                    | 42    |                               |
| 1. Juni  | Philippe Pozzo di Borgo       | französischer Unternehmer                                                                    | 72    |                               |
| 1. Juni  | Helmut Schultz                | deutscher Politiker                                                                          | 70    |                               |
| 1. Juni  | Reinhold Senn                 | österreichischer Rennrodler                                                                  | 86    |                               |
| 1. Juni  | Roy Taylor                    | irischer Gitarrist und Sänger                                                                | 66    |                               |
| 1. Juni  | Cynthia Weil                  | US-amerikanische Songwriterin                                                                | 82    |                               |
| 1. Juni  | Alfons Weische                | deutscher Klassischer Philologe                                                              | 91    |                               |
| 1. Juni  | Otto S. Wolfbeis              | österreichischer Chemiker                                                                    | 75    |                               |

### Datum unbekannt
| Zeitangabe                      | Name               | Beruf, bekannt als                                  | Alter | Beleg |
| ------------------------------- | ------------------ | --------------------------------------------------- | ----- | ----- |
| Tod bekannt gegeben am 29. Juni | Eric Grand         | luxemburgischer Basketballspieler und -trainer      | 45    |       |
| Tod bekannt gegeben am 29. Juni | Angela Zilia       | griechische Sängerin                                | 88    |       |
| Tod bekannt gegeben am 25. Juni | Svenja Siewert     | deutsche Bodybuilderin                              | 40    |       |
| tot aufgefunden am 24. Juni     | Julian Sands       | britischer Schauspieler                             | 65    |       |
| Tod bekannt gegeben am 23. Juni | Bev Risman         | britischer Rugbyspieler und -trainer                | 85    |       |
| Tod bekannt gegeben am 20. Juni | Dietmar Kirves     | deutscher Künstler                                  | ≈82   |       |
| tot aufgefunden am 17. Juni     | Grigori Klinischow | sowjetischer Atomphysiker                           | 92    |       |
| Tod bekannt gegeben am 17. Juni | Walter Stamm       | österreichischer Fußballspieler                     | 81    |       |
| Tod bekannt gegeben am 9. Juni  | Niel Immelman      | südafrikanisch-britischer Pianist und Musikpädagoge | 78    |       |
| Anfang Juni                     | Hildegard Wiczonke | deutsche Sängerin und Schauspielerin                | 88    |       |